# Буш, Курт
Курт Томас Буш (англ. Kurt Thomas Busch; род. 4 августа 1978 года, Лас-Вегас) — американский автогонщик. Чемпион высшего дивизиона серии NASCAR (2004), победитель Daytona 500 (2017). Старший брат автогонщика Кайла Буша.
Выступал в серии NASCARс 2000 года за команды Roush Racing (2000—2005), Penske Racing (2006—2011), Phoenix Racing (2012), Furniture Row Racing (2012—2013), Stewart-Haas Racing (2014—2018), Chip Ganassi Racing (2019—2021).
В 2004 году, будучи пилотом команды Roush Racing, выиграл NASCAR Nextel Cup Series за рулём Ford Taurus.
В 2017 году выиграл гонку «500 миль Дайтоны», опередив Кайла Ларсона на заключительном круге.
С 2022 года выступает за команду 23XI Racing. В июле 2022 года в результате аварии получил сотрясение мозга и не смог закончить сезон.
Известен многочисленными скандальными инцидентами — как в гонках, так и за их пределами. В частности, агрессивное поведение спортсмена послужило причиной его увольнения из команд Roush Racing в 2005 году и Penske Racing в 2011 году. В 2015 году отстранялся от гонок из-за обвинений в домашнем насилии.